# Пиличев, Стоян
Стоян Ангелов Пиличев (болг. Стоян Ангелов Пиличев; род. 20 ноября 1938, Широко-Поле) — болгарский боксёр, представитель лёгкой весовой категории. Выступал за сборную Болгарии по боксу на всём протяжении 1960-х годов, серебряный призёр чемпионата Европы, победитель и призёр многих турниров международного значения, участник двух летних Олимпийских игр.

## Биография
Стоян Пиличев родился 20 ноября 1938 года в селе Широко-Поле Кырджалийской области, Болгария.
Первого серьёзного успеха на взрослом международном уровне добился в сезоне 1961 года, когда вошёл в основной состав болгарской национальной сборной и одержал победу на чемпионате Балкан в Бухаресте. Побывал на чемпионате Европы в Белграде, но был остановлен здесь уже на предварительном этапе.
В 1962 году победил в лёгкой весовой категории на домашнем международном турнире «Странджа» в Софии, стал серебряным призёром чемпионата Балкан.
На европейском первенстве 1963 года в Москве дошёл до четвертьфинала.
Благодаря череде удачных выступлений удостоился права защищать честь страны на летних Олимпийских играх 1964 года в Токио — в категории до 60 кг благополучно прошёл первых двоих соперников по турнирной сетке, тогда как в третьем четвертьфинальном бою со счётом 0:5 потерпел поражение от поляка Юзефа Грудзеня, который в итоге и стал победителем этого олимпийского турнира.
В 1965 году Пиличев был лучшим на «Страндже», в то время как на чемпионате Европы в Восточном Берлине попасть в число призёров не смог — в четвертьфинале был побеждён ирландцем Джеймсом Маккортом.
На европейском первенстве 1967 года в Риме остановился уже на предварительном этапе.
Находясь в числе лидеров боксёрской команды Болгарии, Пиличев прошёл отбор на Олимпийские игры 1968 года в Мехико — вновь сумел выиграть у двоих оппонентов, но в третьем четвертьфинальном бою со счётом 1:4 проиграл румыну Калистрату Куцову.
После второй в своей карьере Олимпиады Стоян Пиличев ещё в течение некоторого времени оставался в основном составе болгарской национальной сборной и продолжал принимать участие в крупнейших международных турнирах. Так, в 1969 году он побывал на чемпионате Европы в Бухаресте, откуда привёз награду серебряного достоинства, выигранную в лёгком весе — в решающем финальном поединке вновь встретился с Калистратом Куцовым и снова уступил ему.